# Suero Buyeres de Caso
Suero Buyeres de Caso (también aparece como Buieres), caballero de finales del Siglo VII o principios del VIII originario del concejo de Caso que luchó junto al rey Don Pelayo en la batalla de Covadonga. Fundador de un linaje del que se desprenden los apellidos Bueres y Caso.

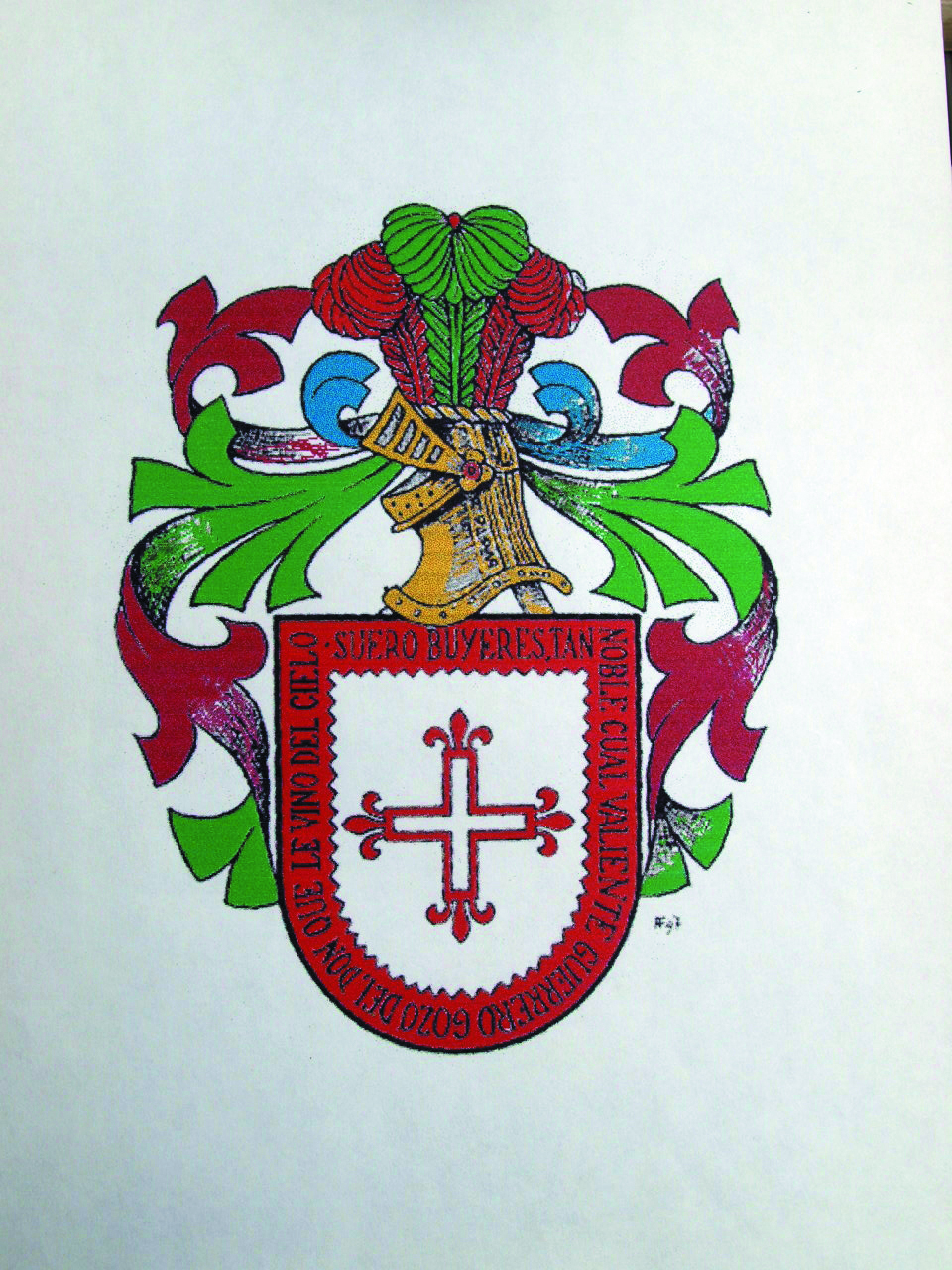
Escudo de Armas

Según la leyenda de la aparición de la Cruz de la Victoria que inspiró a las tropas cristianas a vencer a los sarracenos en la batalla, el primero en divisarla fue Suero Buyeres, momento reflejado en el dibujo de Alfonso Cano "Aparición de la milagrosa Cruz a un ejército", conservado en el Museo del Prado. Este dibujo aparece reproducido en el libro "España Restaurada por la Cruz", escrito en 1661 por Juan de la Portilla Duque y en su descripción indica que el que está puesto de rodillas a las espaldas del Rey sería el "fundador de la noble familia de los Cassos". Este hecho de ser el primero en divisar la Cruz se refleja también en la divisa del escudo de armas de los Caso y los Bueres, que reza "Suero Buyeres.Tan noble cuan valiente guerrero gozó del don que le vino del cielo".
Tras la batalla, Suero de Buyeres sería el encargado, junto a su yerno Anean de Estrada, de coronar rey a Pelayo en el Campo de la Jura, cercano a Cangas de Onís, con una corona hecha con ramas de roble.
Un anciano Suero de Buyeres también figura en cuentos tradicionales como señor de la sierva Sisalda, la cual tendría un hijo con el rey Alfonso I el Católico, del que nacería el rey Mauregato.